# スパイク・エドニー
スパイク・エドニー（Spike Edney、1951年12月11日 - ）は、イングランド、ハンプシャー州ポーツマス生まれのイギリス人ミュージシャン。

## 経歴
とりわけクイーンのライブへの参加で広く知られている。1984年の「ザ・ワークス・ツアー」からサポート・キーボード奏者として参加するようになり、フレディ・マーキュリーの没後、クイーン+ポール・ロジャース、クイーン+アダム・ランバートとなってからもライブに同行している。
1960年代から、数多くのバンドと共演しており、1970年代半ばには、ザ・タイムスやベン・E・キングとレコーディングやツアーを行い、キーボード、ピアノをはじめ、ベース、ギター、トロンボーンを演奏してきた。
その後、1970年代後半にはエドウィン・スターの音楽監督を務め、1980年代前半にはデュラン・デュラン、ブームタウン・ラッツ、デキシーズ・ミッドナイト・ランナーズ、バックス・フィズ、ヘアカット100、ローリング・ストーンズなどと仕事をするようになった。
また、ピーター・グリーンのカムバック・ツアーに同行したこともある。